# David Tracy
David William Tracy (Yonkers, 6 gennaio 1939 – Chicago, 29 aprile 2025) è stato un teologo statunitense.
Allievo di Bernard Lonergan, esponente del tomismo trascendentale, fu professore emerito di Studi cattolici alla Facoltà teologica dell'Università di Chicago. Nel 2020 entrò nell'American Philosophical Society. Il suo pensiero è stato reciprocamente influenzato da Mircea Eliade, Hans-Georg Gadamer, Bernard Lonergan, Karl Rahner, Paul Ricœur e Paul Tillich

## Biografia

### Origini e formazione
David Tracy è nato il 6 gennaio 1939 a Yonkers da John Charles Tracy e Eileen Marie Tracy (nata Rossell). Aveva due fratelli, John Jr. e Arthur. Suo padre era un sindacalista che amava leggere Henry Adams ai suoi figli.
Sentendo un'intensa chiamata al sacerdozio fin da adolescente, Tracy iniziò a frequentare la scuola cattedrale nel 1952. Essa fungeva da scuola superiore e da seminario minore per l'Arcidiocesi di New York. Nel 1960 lasciò New York per studiare al Pontificia Università Gregoriana di Roma.
La sua vocazione allo studio della teologia è stata fortemente incoraggiata dal Concilio Vaticano II che si svolgeva in quel periodo. Ordinato sacerdote a Roma il 18 dicembre 1963, ha prestato servizio nella Diocesi di Bridgeport, nel Connecticut, a partire dal 1963. Tracy ha conseguito la licenza in Teologia Sacra al Gregorianum nel 1964, dopodiché ha trascorso un anno in una parrocchia di Stamford, nel Connecticut. Sebbene avesse dichiarato di aver sempre desiderato lavorare in una parrocchia, presto ha avvertito una chiamata alla vita accademica. Tornato a Roma, ha conseguito il dottorato presso l'Università Gregoriana nel 1969.

### Carriera
Il primo incarico di insegnamento accademico di Tracy fu una cattedra presso l'Università Cattolica d'America di Washington, ottenuta nel 1967. Nel 1968, Tracy si unì a Bernard McGinn e ad altri venti professori della CUA nel rifiutare l'enciclica Humanae vitae di papa Paolo VI. Lui e gli altri furono processati dal senato di facoltà della CUA e licenziati in tronco. Fecero causa all'università, rappresentati dagli avvocati dell'American Civil Liberties Union, e alla fine vinsero.
Durante il processo, Jerald Brauer, allora preside della University of Chicago Divinity School, convinse Tracy (così come McGinn) ad accettare un incarico all'Università di Chicago. Nel 1987 è stato nominato professore di Studi cattolici romani. Tracy è stato anche titolare della cattedra Andrew Thomas Greeley e Grace McNichols Greeley in Studi cattolici romani, istituita nel 1984 dal sacerdote, sociologo e romanziere cattolico Andrew Greeley. Ha inoltre fatto parte del Comitato di Chicago per l'analisi delle idee e dei metodi e del Comitato per il pensiero sociale. Tracy è rimasto in tale ateneo fino al suo pensionamento, avvenuto alla fine del 2006.
Dal 1976 al 1977 Tracy è stato presidente della Catholic Theological Society of America. Nel 1980, questa organizzazione gli ha conferito il John Courtney Murray Award, il più alto riconoscimento della società. Nel 1982 è stato eletto membro dell'American Academy of Arts and Sciences.
Nell'anno accademico 1999-2000, Tracy ha tenuto le Gifford Lectures all'Università di Edimburgo. Il titolo delle sue conferenze era This Side of God.
Nel 2018, Tracy ha contribuito con un saggio al catalogo della mostra Heavenly Bodies: Fashion and the Catholic Imagination organizzata presso il Metropolitan Museum of Art. Tracy è stato descritto da Andrew Bolton, il curatore della mostra, come "il J. D. Salinger del mondo teologico".

## Scritti
Tracy è diventato noto negli ambienti teologici grazie al suo libro del 1975 intitolato Blessed Rage for Order: The New Pluralism in Theology. Il suo libro Plurality and ambiguity. Hermeneutics, religion, hope (Pluralità e ambiguità. Ermeneutica, religione, speranza) è stato tradotto anche in tedesco. Nell'introduzione a questa traduzione, il suo allievo Werner G. Jeanrond ha scritto: 
Anche tre teologi tedeschi hanno scritto nella pubblicazione commemorativa di David Tracy pubblicata nel 1991: Werner G. Jeanrond, Johann Baptist Metz (tomista trascendentale) e Hans Küng.
- The Achievement of Bernard Lonergan (1970)
- Blessed Rage for Order: The New Pluralism in Theology (1975)
- Toward Vatican III: The Work that Needs To Be Done, with Hans Küng and Johann Baptist Metz (1978)
- The Analogical Imagination: Christian Theology and the Culture of Pluralism (1981)
- Talking About God: Doing Theology in the Context of Modern Pluralism, with John Cobb (1983)
- Short History of the Interpretation of the Bible, with Robert Grant (1984)
- A Catholic Vision, with Stephen Happel (1984)
- Plurality and Ambiguity  (1987)
- Dialogue with the Other: The Inter-religious Dialogue (1990)
- On Naming the Present: God, Hermeneutics, and Church (1994)